# Венедоша (Огайо)
Венедоша (англ. Venedocia) — селище (англ. village) в США, в окрузі Ван-Верт штату Огайо. Населення — 140 осіб (2020).

## Географія
Венедоша розташована за координатами 40°47′7″ пн. ш. 84°27′21″ зх. д. / 40.78528° пн. ш. 84.45583° зх. д. (40.785211, -84.455899).  За даними Бюро перепису населення США в 2010 році селище мало площу 0,35 км², уся площа — суходіл.

## Демографія
Згідно з переписом 2010 року, у селищі мешкали 124 особи в 53 домогосподарствах у складі 30 родин. Густота населення становила 356 осіб/км².  Було 58 помешкань (167/км²).
Расовий склад населення:
| - 97,6 % — білих - 0,8 % — чорних або афроамериканців |

До двох чи більше рас належало 1,6 %. Частка іспаномовних становила 0,0 % від усіх жителів.
За віковим діапазоном населення розподілялося таким чином: 20,2 % — особи молодші 18 років, 65,3 % — особи у віці 18—64 років, 14,5 % — особи у віці 65 років та старші. Медіана віку мешканця становила 42,0 року. На 100 осіб жіночої статі у селищі припадало 117,5 чоловіків;  на 100 жінок у віці від 18 років та старших — 102,0 чоловіків також старших 18 років.
Середній дохід на одне домашнє господарство  становив 45 938 доларів США (медіана — 42 143), а середній дохід на одну сім'ю — 51 259 доларів (медіана — 42 750). За межею бідності перебувало 9,2 % осіб, у тому числі 2,4 % дітей у віці до 18 років та 0,0 % осіб у віці 65 років та старших.
Цивільне працевлаштоване населення становило 63 особи. Основні галузі зайнятості: виробництво — 22,2 %, освіта, охорона здоров'я та соціальна допомога — 17,5 %, роздрібна торгівля — 14,3 %, мистецтво, розваги та відпочинок — 12,7 %.